# Incisalia doudoroffi
Incisalia doudoroffi är en fjärilsart som beskrevs av Dos Passos 1940. Incisalia doudoroffi ingår i släktet Incisalia och familjen juvelvingar. Inga underarter finns listade i Catalogue of Life.